# Fiona Hall
Fiona Hall z domu Cutts (ur. 15 lipca 1955 w Swinton) – brytyjska polityk i nauczycielka, posłanka do Parlamentu Europejskiego VI i VII kadencji.

## Życiorys
Uzyskała w 1976 licencjat z zakresu języków nowożytnych na Oxford University. Rok później ukończyła studia podyplomowe z edukacji. Przez dwa lata pracowała w szkołach w Botswanie. W zawodzie nauczyciela była zatrudniona do 1995. Pełniła funkcję asystentki radnych Newcastle i liberalnych posłów do Izby Gmin.
W 1999 bez powodzenia z listy Liberalnych Demokratów kandydowała do Parlamentu Europejskiego. Mandat eurodeputowanej uzyskała w 2004. W wyborach w 2009 skutecznie ubiegała się o reelekcję. W VII kadencji przystąpiła ponownie wraz z liberałami do grupy Porozumienia Liberałów i Demokratów na rzecz Europy, została też członkinią Komisji Przemysłu, Badań Naukowych i Energii.